# Odrodzenie (Łotwa)
Odrodzenie (łot. Atmoda; do 2018 Od Serca dla Łotwy, łot. No sirds Latvijai, NSL) – łotewska partia polityczna o niesprecyzowanej ideologii. Była reprezentowana w Sejmie XII kadencji. Na jej czele stoi była kontroler państwowa Inguna Sudraba. 

## Historia
W listopadzie 2013 popularna społecznie była kontroler państwowa Inguna Sudraba ogłosiła plan powołania do życia nowego ruchu politycznego, który wyłonił się ostatecznie dwa miesiące później. W jego skład weszło ponad 400 członków. Partia o tej samej nazwie powstała wiosną 2014. Oficjalnie została zarejestrowana w maju 2014. Jako cel istnienia partii ogłoszono zbudowanie „dobrze zarządzanego państwa łotewskiego, gdzie priorytetem są interesy narodu, gdzie naród ma zaufanie do władzy państwowej i aktywnie włącza się w proces działania państwa i samorządu”. Jako kolejne cele podano ochronę suwerenności i niepodległości Łotwy, a także wzmacnianie języka łotewskiego.
W zarządzie partii zasiedli Diāna Novicka, były przewodniczący Sądu Konstytucyjnego Gunārs Kūtris, przedsiębiorcy Viesturs Tamužs, Aivars Meija, Aldis Kromans oraz Raimonds Nipers, a także dyrektor gimnazjum w Rydze Andris Priekulis. Partia ogłosiła chęć startu w wyborach parlamentarnych w 2014. Jako swoją kandydatkę na premiera ogłosiła liderkę partii Ingunę Sudrabę. W trakcie kampanii wyborczej dziennikarze oraz jej przeciwnicy oskarżali ją o związki z Moskwą i Kremlem. W wyborach jesienią 2014 partia uzyskała 6,85% głosów i 7 mandatów w Sejmie. Sukces ugrupowania należy przypisać osobistej popularności jego przewodniczącej. Partia przeszła do opozycji wobec rządu Laimdoty Straujumy tworzonego przez partie centroprawicowe. W lipcu 2017 Inguna Sudraba, sama zamieszana w tę aferę polityczną, stanęła na czele komisji śledczej ds. „rozmów oligarchów”, co spotkało się z negatywnym podejściem innych partii i mediów. W styczniu 2018 przestała istnieć w Sejmie frakcja ugrupowania. 
W maju 2018 na liderkę ruchu ponownie została wybrana Inguna Sudraba. Miesiąc wcześniej jej ugrupowanie cieszyło się poparciem 0,7% mieszkańców Łotwy, co oznacza, że nie uzyskałoby ono miejsc w Sejmie XIII kadencji. W sierpniu 2018 partia zgłosiła swoją listę do jesiennych wyborów parlamentarnych. Ostatecznie na partię zagłosowało 0,84% wyborców, a jej przedstawiciele nie znaleźli się w parlamencie.